# Sauris oetakwana
Sauris oetakwana là một loài bướm đêm trong họ Geometridae.